# 雷膺
雷膺（1225年—1297年），字彦正，号苦斋，元朝浑源（今山西浑源县）人。
雷膺的父亲金朝监察御史雷渊。雷膺七岁丧父，勤于学问，以写文章著称，史天泽征辟为万户府掌书记。元世祖中统元年（1260年），置十路宣抚司，雷膺任大名路宣抚司员外郎。次年，为翰林修撰、同知制诰，兼国史院编修官。中统五年（1264年），任陕西西蜀四川按察司参议。至元二年（1265年）改任陕西五路转运司咨议。至元四年（1267年）入朝为监察御史。至元十四年（1277年），出任山南湖北道提刑按察副使。奏劾官吏之不法，当时诸将强籍宋朝百姓为奴隶，雷膺出令，百姓得还达数千人。至元二十九年（1292年），官至集贤学士。大德元年（1297年）六月，病逝。追封冯翊郡公，谥文穆。子雷肇，官至顺德路总管府判官。孙雷豫，官至南阳府穰县尹。